# الرسومات الصخرية والنقوش الأثرية في منطقة تبوك
هذه القائمة تستعرض أهم الرسومات الصخرية والنقوش الأثرية المكتشفة في منطقة تبوك، في المملكة العربية السعودية.

## قائمة أبرز الفنون والنقوش الصخرية في منطقة تبوك
| صورة | الموقع               | المدينة                              | الوصف | الاحداثيات | ملاحظات | مصادر       |
| ---- | -------------------- | ------------------------------------ | --- | ---------- | ------- | ----------- |
|      | موقع أبا العجل       | مركز السرور                          | الرسومات الصخرية الحيوانية بأماكن متفرقة من موقع أبا العجل الاثري بجبال اللوز بمركز السرو التابعة لمنطقة تبوك. |            |         | هيئة التراث |
|      | موقع جبال أبو راكة   |                                      | الرسوم الصخرية بجبال أبو راكه التابعة للوجه رسوم حيوانات بأنواعها كالأبقار والوعول والجمال والخيول، إضافة إلى رسوم لمعارك قامت في هذه المنطقة، كما يوجد بالمنطقة نقوش للأحصنة والفرسان والأقواس؛ مما يدل على عبور القوافل لهذه المنطقة. |            |         | هيئة التراث |
|      | جبال حرة تبوك        |                                      | الرسومات الصخرية الحيوانية التي سطرت اشكال للجمال بجبال الحرة جنوب مدينة تبوك. |            |         | هيئة التراث |
|      | نقش الهيروغليفي      | جبال الزيدانية                       | ويمثلها ذلك النقش الرائع الذي عُثِرَ عليه بموقع الزيدانية جنوب غرب تيماء وسط تلك المنطقة وعلى مقربة من عدد من الكهوف الصخرية الكبيرة، ويشير النقش إلى الفرعون المصري رمسيس الثالث الذي حكم خلال القرن الثاني عشر قبل الميلاد. |            |         | هيئة التراث |
|      | رسم المحاربي         | جبل مديسيس                           | عبارة عن صخرة ساقطة من الجبل المجاور على سطح الأرض، وتبلغ أبعادها 2,85م ×2,80م, وتقع بموقع مديسيس بتيماء وتحمل هذه الصخرة عدد أربع من الرسوم الآدمية والحيوانية؛ التي تحمل صفات مميزة ومختلفة تقريباً عما تم تسجيله سابقا حيث يحملون خناجراً أو أدوات حرب، بالإضافة لارتدائهم الخوذة كما يظهر في الرسم حول الرأس، أيضاً يوجد ربطة في العضد والركب لحمايتها؛ ويرجح بانه يعود للعصور الحجرية الحديثة. |            |         | هيئة التراث |
|      | حصن ملك بابل         | جبال سرمدا                           | ( رسمة لملك بابل نبونيد وهو يمتطى حصان ونقش بالخط الثمودي ) إن ظهور اسم ملك بابل (نبونيد) على بعض النقوش الثمودية ويعد دليلاً على النشاط العسكري لملك بابل داخل مدينة (تيماء)، كما أن هذه النقوش تؤرخ أحد الحملات العسكرية التي قام بها ملك بابل (نبونيد) على القبائل الموجودة بشمال غرب شبه الجزيرة العربية. |            |         | هيئة التراث |
|      | الصخرة الشهيرة       | جبال النصلة                          | صخرة النصله تكوين صخري طبيعي عبارة عن مائدة صحراوية من الحجر الرملي تتكون من صخرتين انقسمت بالنصف بطريقة فريدة من إبداع الخالق سبحانه وتعالى، تبعد عن تيماء 60كم، وتحتوي على العديد من النقوش الثمودية. |            |         | هيئة التراث |
|      | رسومات الجمال        | جبال النصلة                          | تقع تلك الرسومات الصخرية بمنطقة تُسمى محلياً باسم " النصله" جنوب تيماء بمسافة 50 كم ؛ وهو عبارة عن واجهات صخرية من الحجر الرملي، تحوي على عدد سبعة رسومات لجمال ورسمة واحدة لحمار، حيث نقشت بشكل متقن بأدوات خاصة بالرسم الصخري، حيث يختلف نمط واسلوب النقش عما هو متوفر في تيماء، إذ يتضح دقة الرسم بالحجم الطبيعي للجمال، وتوضيح شكل العيون والفم والأنف والأذنين، وتفاصيل انحناء الرقبة والسنام، وهي من الرسومات الصخرية النادرة في تيماء، ويتميز أنه أحد أهم الفنون الصخرية التي عثر عليها؛ كما أنه لم يتم تحديد تأريخها، حيث لم يتم العثور على نقوش على الصخرة التي تحوي هذه الرسومات، لكن يتضح أنه قديم جداً؛ إذ أن لون العتق غامق، وأنه يقع بالقرب من مواقع منتشرة حوله منها النقوش الثمودية والنبطية والإسلامية المبكرة. |            |         | هيئة التراث |
|      | رسومات صخرية         | جبل المذراة                          | يقع جبل المذراة جنوب مدينة تبوك ، ويعتبر الموقع عبارة عن رسومات ونقوش صخرية متناثرة وعديدة في جبال المذراة وعلى الصخور ؛أما الرسوم عبارة عن رسومات حيوانية لجمال ورسومات آدمية, والكتابات منها القديمة ثمودية وأيضا كتابات إسلامية مبكرة، ويحتوي الموقع على فنون صخرية تتميز بالمنحوتات البشرية والحيوانية التي تصور الجمال، إلى جانب النقوش الثمودية. |            |         | هيئة التراث |
|      | النقش الملكي للحياني |                                      | نقش ملكي لحياني مهم تاريخياً في بجدة غرب منطقة تبوك يعود تاريخه إلى بداية الألف الأول قبل الميلاد يذكر أحد أوائل ملوك مملكة دادان (العلا) التي تعتبر المرحلة الأولى لمملكة لحيان ويقرأ النص: متع إل \| بن \| كبر إل ملك \| ددن |            |         | هيئة التراث |
|      | رسومات أبا البيبان   |                                      | الرسومات الصخرية بموقع أبا البيبان الاثري غرب منطقة تبوك بهضاب حسمى في جبال بجدة إذ يتضح دقة الرسم بالحجم الطبيعي للإنسان، وتوضيح شكل العيون والفم والأنف والأذنين، وتفاصيل اخرى، وهي من الرسومات الصخرية النادرة في بجدة ويتميز أنه أحد أهم الفنون الصخرية التي عثر عليها |            |         | هيئة التراث |
|      | الديسة               |                                      | "الديسة" الوادي الكثيف النخيل من أجمل المواقع الطبيعية شمال غربي السعودية ومن أجمل المناطق السياحية بمنطقة تبوك والواقع بالقرب من محافظة ضباء حيث يزخر بالنقوش الأثرية الثمودية والنبطية والكتابات الإسلامية وأيضا بالرسومات الصخرية الفريدة على واجهات الجبال الشاهقة . |            |         | هيئة التراث |
|      | وادي أتانة           |                                      | تقع تلك الرسومات والنقوش جنوب مدينة تبوك بوادي اتانه تم الوقوف على الموقع من قبل المختصين وتوثيقه وتسجيل الموقع بسجل الاثار الوطني قبل فترة حيث ان اغلب تلك الرسومات للجمال وتم نقل حجر يحوى على رسومات حيوانية (جمل) وحفظه بمستودع متحف تبوك الإقليمي. |            |         | هيئة التراث |
|      | قرية المنجور         | الوجه                                | قرية المنجور الواقعة في منطقة تبوك التابعة لمحافظة الوجه حيث سطرت القرية على واجهات الجبال أجمل فنون الرسومات الصخرية وتعتبر الرسومات من أهم وأقدم مواقع الرسومات الصخرية بالمنطقة، حيث يضم الموقع نقوشاً ورسومات منتشرة في في الجبال القريبة من القرية من أبرزها (الجمال بأشكال مختلفة ) تعود إلى فترات قديمة متعاقبة. |            |         | هيئة التراث |
|      | الأودية في تبوك      | وادي المياه، وادي عنتر، وادي العرجاء | تشكل تلك الاودية والواقعة بمحافظة الوجه بمنطقة تبوك إرث حضاري بما تملك من رسومات صخرية ونقوش أثرية وكتابات إسلامية والتي تعود لفترات تاريخية متعاقبة والتي تتميز برسوم لأشكال آدمية وحيوانية مثل الجمال ومناظر الصيد وعدد كبير من النقوش والكتابات الكوفية الإسلامية الغير منقطة والغير ممدودة والمدونة على بعض الأحجار. |            |         | هيئة التراث |
|      | الرسومات الأثرية     | موقع كلوة، موقع روافة                | تشكل تلك المواقع الأثرية والتابعة لمدينة تبوك واجهات من الرسومات الصخرية الجميلة والمميزة والتي نفذت بدقة متناهية يصل طول إحداها إلى حوالي 7 م، وتضم رسومًا لأشكال آدمية وحيوانية وأشكال هندسية منحوتة بشكل فني على سطح أحد الأحجار الموجودة بالقرب من المواقع الأثرية وتشير الدراسات إلى أن جميع ما تم اكتشافه من رسومات صخرية في المواقع يعود إلى فترات موغلة بالقدم في إشارة إلى نشاط القوافل التجارية. |            |         | هيئة التراث |
|      | النقوش الثمودية      |                                      | وهو من أكثر الأنواع شيوعاً في منطقة تبوك، إذ تكثر حول المنطقة خاصة على واجهات الصخور، ومن أهم تلك النقوش هي نقوش ملك بابل في سرمدا والمشمرخة ووضحى والصفاة الماردة ومقيال زوين ونقوش جنوب تبوك وغرب تبوك بوادي الديسة . |            |         | هيئة التراث |
|      | النقوش النبطية       |                                      | وهو خط منحدر من الأرامي طوره الأنباط، وقد عثر في تيماء على الكثير من هذا النوع. وقد نُشر عدد كبير من هذه النصوص بمنطقة تبوك ؛ خاصة من مواقع في حرة الرهاة جنوب تبوك وسرمدا والمقاييل ووضحى، إضافة إلى ما عثر عليه داخل تيماء وهضيبات المضلعاني والبياضية وغيرها. |            |         | هيئة التراث |
|      | النقوش اللاتينية     |                                      | وقد عُثِرَ على العديد من النقوش اللاتينية بمنطقة تبوك ولكن أبرزها نقشين؛ الأول في سرمدا؛ والآخر في منطقة الثريا بالقرب من قارة الحيران جنوب تيماء، وهو يشير إلى وصول الثقافة اللاتينية إلى المنطقة. |            |         | هيئة التراث |
|      | النقوش الاسلامية     |                                      | تزخر منطقة تبوك بالكثير من النقوش والكتابات الإسلامية الأثرية؛ منها المؤرخ ومنها غير المؤرخ؛ لكنها تمثل مراحل الخط الإسلامي بدءاً من المبكر ومروراً بالخط المتطور وحتى الإسلامي المتأخر. وتعد مواقع هذه النقوش من أكثر المواقع شيوعاً. |            |         | هيئة التراث |
|      | جبل السفينة          |                                      | يقع جبل السفينة الأثري بهضاب حسمى في بجدة غرب مدينة تبوك حيث يعتبر مكتبة للكتابات الإسلامية الأثرية أضفى الموقع والتكوين والشواهد المنقوشة على صخوره تفرداً لـ«جبل السفينة» جنوب غرب مدينة تبوك، مكتسباً التسمية من تفاصيله التي تبدو للناظر من بعيد على هيئة سفينة راسية في الصحراء.ويتوسط «جبل السفينة» صحراء حِسمى الحاضرة في سجل التاريخ، فمنذ الأزل كانت محطة على طريق التجارة القديم من وإلى جزيرة العرب ومرت بها القوافل والركبان على امتداد الحضارات الإنسانية المتتالية، وهذا ما يفسر تنوع وكثرة النقوش الأثرية على صخور الجبل، في حين تردد ذكر حِسمى في الشعر الجاهلي والإسلامي فلا يكاد يخلو جزء من الجبل إلا ونقوش للعرب القدماء دلائلهم عليه، كذلك جمل كتبها أصحابها بالخط الكوفي الأول دون تنقيط في القرن الأول للهجرة كنوع من التوثيق رحلاتهم وأحوالهم. ومن العبارات ما نقشه أحدهم «اللهم اغفر لمحمد بن إبراهيم بن نافع مولى أبو هريرة ذنبه العظيم»، مؤرخة في سنة 120هـ، ونقش آخر «أنا عمر بن سويد أوصي كل ذي علم أن ينفع بعلمه» وكثيرة هي الكتابات والنقوش، التي تدل على ما يضمه هذا الجبل من إرث تاريخي ذي أهمية للباحثين في أسبار التاريخ وتطور اللغة العربية. |            |         | هيئة التراث |
|      | نقش حفص الإسلامي     |                                      | يؤرخ لعهد خلافة هشام بن عبدالملك واحد أبرز وأهم النقوش الإسلامية بمنطقة تبوك وقرائه النقش : "اللهم اغفر لحفص بن عمر ولأهل تيماء أجمعين وكتب في رمضان سنة ثمان ومائه انا هود بن ميسره بن عمر استغفر الله". |            |         | هيئة التراث |
|      | نقش عمرو الإسلامي    |                                      | ويؤرخ للعصر الإسلامي المبكر وأحد أقدم النقوش الإسلامية بمنطقة تبوك ويعود للقرن الأول. قراءة النقش: "اللهم اغفر لعمر وللناس وكتب يوم السبت للثلاثين من شهر شعبان سنة ثمان وتسعين" . |            |         | هيئة التراث |

كما أن تبوك تضم العديد من النقوش وتعتبر من المناطق الغنية بها على المستوى المحلي والعالمي.